# Юрківка (Запорізький район)
Юркі́вка — село в Україні, у Таврійській сільській громаді Запорізького району Запорізької області. Населення становить 1775 осіб. Орган місцевого самоврядування — Таврійська сільська рада.

## Географія
Село Юрківка розташоване на лівому березі річки Кінська, вище за течією на відстані 0,5 км розташоване село Новопавлівка (Пологівський район), нижче за течією на відстані 4,5 км розташоване селище Зарічне, на протилежному березі — село Таврійське.

## Історія
Нещодавно археологами недалеко від села віднайдено поселення часів Золотої Орди. Стародавнє поселення часів Золотої Орди Сім Мечетей займало більше як 20 га та було транзитною точкою на Великому Шовковому шляху.
У XVI століття — засноване як поселення Червоний Аул (за іншими даними Аул). У 1790 році (за іншими даними у 1862 році) перейменоване в село Білицьке.
У 1822 році мало назву Аул і входило до складу Таврійської губернії.
У 1905 році (за іншими даними у 1921 році) перейменоване в село Юрківка.
28 липня 2016 року Таврійська сільська рада, в ході децентралізації, об'єднана з Таврійською сільською громадою.
17 липня 2020 року в результаті адміністративно-територіальної реформи та ліквідації Оріхівського району село увійшло до складу Запорізького району.
19 жовтня 2022 року російські окупанти завдали ракетного удару по приватній молочній фермі у селі Юрківка. Приміщення ферми було частково зруйновано, а тварини, які перебували на території підприємства, загинули.

## Економіка
- «Кристал», ТОВ
- АФ «Таврида», ТОВ
- «Зоря», ТОВ

## Об'єкти соціальної сфери
- Загальноосвітня школа

## Релігія
- Храм Різдва Богородиці

## Пам'ятки
- Заказник «Балка Норова», 70 га, місце розмноження багатьох видів диких комах
- Руїни поселення Сім Мечетей